# Путевое хозяйство
Путево́е хозя́йство — одна из основных отраслей железнодорожного транспорта, в которую входят железнодорожный путь со всеми сооружениями; объекты производственного, служебно-технического и культурно-бытового назначения; линейно-путевые, промышленные предприятия, обеспечивающие текущее содержание и ремонт пути; путе- и мостообследовательские, геофизические и нормативно-инструкторские станции; средства механизации ремонтно-путевых и других работ. На долю путевого хозяйства приходится более 50 процентов стоимости основных фондов железных дорог, пятая часть эксплуатационных расходов. В путевом хозяйстве занята шестая часть работников железнодорожного транспорта.

## Решаемые задачи
Основной задачей работников путевого хозяйства является обеспечение состояния пути, его сооружений и обустройств, гарантирующее бесперебойное и безопасное движение поездов с установленными скоростями. Достигается это текущим содержанием пути в пределах установленных норм и допусков на состояние основных устройств, своевременным выявлением и предупреждением неисправностей и расстройств пути, устранением причин, вызывающих эти неисправности, на основе систематического надзора и контроля за состоянием пути с помощью путеизмерительных и дефектоскопных средств, а также усилением и ремонтом железнодорожного пути, искусственных сооружений и земляного полотна.

## Основы путевого хозяйства
Система ведения путевого хозяйства основывается на технических, технологических и организационных мероприятиях.
Технические основы включают в себя:
- типизацию верхнего строения пути, предусматривающую наиболее целесообразные сферы применения различных конструкций пути в зависимости от эксплуатационных условий
- классификацию путевых работ и их объёмов
- нормы периодичности ремонтов пути
- нормативы и требования к содержанию пути и его сооружений, а также к основным элементам верхнего строения
- техническую паспортизацию путевого хозяйства

Технологические основы содержат:
- типовые технологические процессы ремонта и планово-предупредительных работ при текущем содержании пути, устанавливающие последовательность выполнения отдельных операций с использованием машин и механизмов
- проекты организации работ
- типовые технически обоснованные нормы времени для учёта работ по ремонту и текущему содержанию пути
- технолого-нормировочные карты на производство работ

Организационные основы включают:
- планирование путевых работ и контроль за их выполнением
- производство ремонтных работ в «окнах» заданной продолжительности
- прогрессивную технологию путевых работ с использованием «технологической цепочки» машин, обеспечивающих высокий уровень механизации и максимальную выработку в «окне» или в промежутках между поездами
- систему контроля и оценки состояния пути с помощью путеизмерительных дефектоскопных средств
- дифференцированные нормы времени на текущее содержание пути и стрелочных переводов.

## Направления развития
Рост грузооборота и пассажирооборота железнодорожного транспорта, повышение скоростей движения, нагрузок на ось и массы поездов существенно увеличивают эксплуатационную нагрузку путевых устройств. Усложняющиеся эксплуатационные условия требуют повышения эксплуатационной стойкости и надёжности пути, создания новых высокопроизводительных путевых машин, механизмов и инструмента, эффективного их использования путём совершенствования основ ведения путевого хозяйства.

## В России
Путевое хозяйство в России формировалось с начала строительства и эксплуатации первых железных дорог при непосредственном участии таких учёных, как П. П. Мельников, Д. И. Журавский, Н. А. Белелюбский. Большой вклад в обоснование и развитие методов защиты пути от снега внес Н. Е. Жуковский. С начала XX века и в последующие годы на развитие путевого хозяйства оказали большое влияние работы Б. Н. Веденисова, Г. П. Передерия, Н. Т. Митюшина.